# Cầu diệp simond
Cầu diệp simond (danh pháp hai phần: Bulbophyllum simondii) là một loài phong lan thuộc chi Bulbophyllum. Đây là loài đặc hữu của Việt Nam.